# Fútbol Club Puente Tocinos
El FC Puente Tocinos era un club de fútbol de España de la pedanía de Puente Tocinos en la ciudad de Murcia. Fue fundado en 2007 y se desempeñaba en la Preferente Autonómica a nivel Nacional. Compitió hasta la temporada 2011/12, y al término de esta, se retiró de las competiciones a nivel senior.

## Historia
El FC Puente Tocinos fue fundado en 2007 y empezó a competir en el Grupo I de Primera Territorial, la categoría más baja del fútbol en la Región de Murcia. Pese a quedar 4.º en su primer año, lo que le daba derecho a jugar el año siguiente en la nueva Liga Autonómica, ascendió a Territorial Preferente gracias a una carambola. Tres equipos de Tercera ascendieron, lo que hizo que tres equipos más ascendieran desde Preferente a Tercera y de Territorial a Preferente.
Pese a ser un recién ascendido, en su primera temporada en Preferente logra el ascenso a Tercera División el 24 de mayo de 2009 al ganar por 0-2 en el campo de La Hoya Deportiva.
Tras su ascenso a Tercera firma un acuerdo de filialidad con el Sangonera Atlético. Realiza un buen papel en la categoría y consigue la permanencia holgadamente.Tras la temporada 2009/2010 se rompe el acuerdo de filialidad con el Sangonera Atlético.

## Momentos inolvidables
Incontables son aquellos momentos que hicieron vibrar a la afición del Club de Fútbol Puente Tocinos, tanto en su propio campo (inolvidable aquella espaldinha protagonizada por un joven infantil con el número 6 a la espalda, que días después pondría a la grada en pie tras ejecutar un magistral regate frente al que era máximo goleador de la categoría) como de visitante (ya conocida es la celebración del ascenso en el campo de La Hoya Deportiva, o la exhibición de garra y pundonor dada por el conjunto de la pedanía murciana durante un torneo disputado en Castellón, en el que aquella noche tuvieron que luchar contra algo más que las inclemencias meteorológicas).

## Uniforme
- Uniforme titular: Camiseta amarilla, pantalón negro, medias negras.
- Uniforme alternativo: Camiseta verdiblanca, pantalón blanco, medias blancas.

## Datos del club
- Temporadas en Primera División: 0
- Temporadas en Segunda División: 0
- Temporadas en Segunda División B: 0
- Temporadas en Tercera División: 2
- Temporadas en Territorial Preferente: 2
- Temporadas en Primera Territorial: 1
- Mayor goleada conseguida: .
  - En campeonatos nacionales: UD Zarcilla 0 - FC Puente Tocinos 11
- Mayor goleada encajada: .
  - En campeonatos nacionales: FC Puente Tocinos 0 - Armas del Rey Mazarrón CF 3
- Mejor puesto en la liga: 4.º en Primera Territorial, Grupo I
- Peor puesto en la liga:

## Entrenadores
- 2006-2007 Luis Moreno
- 2006-2007 Paco Luna
- 2006-2007 Benito Parraga
- 2007-2010 Pedro Andreu
- 2010-2011 Víctor Basadre
- 2010-2011 Paco Moreno
- 2011-2012 Dionisio Del Toro ( DIONI)

## Palmarés

### Torneos regionales
- Territorial Preferente (1): 2008/09